# Zafiro
Para el color, ver Zafiro (color)

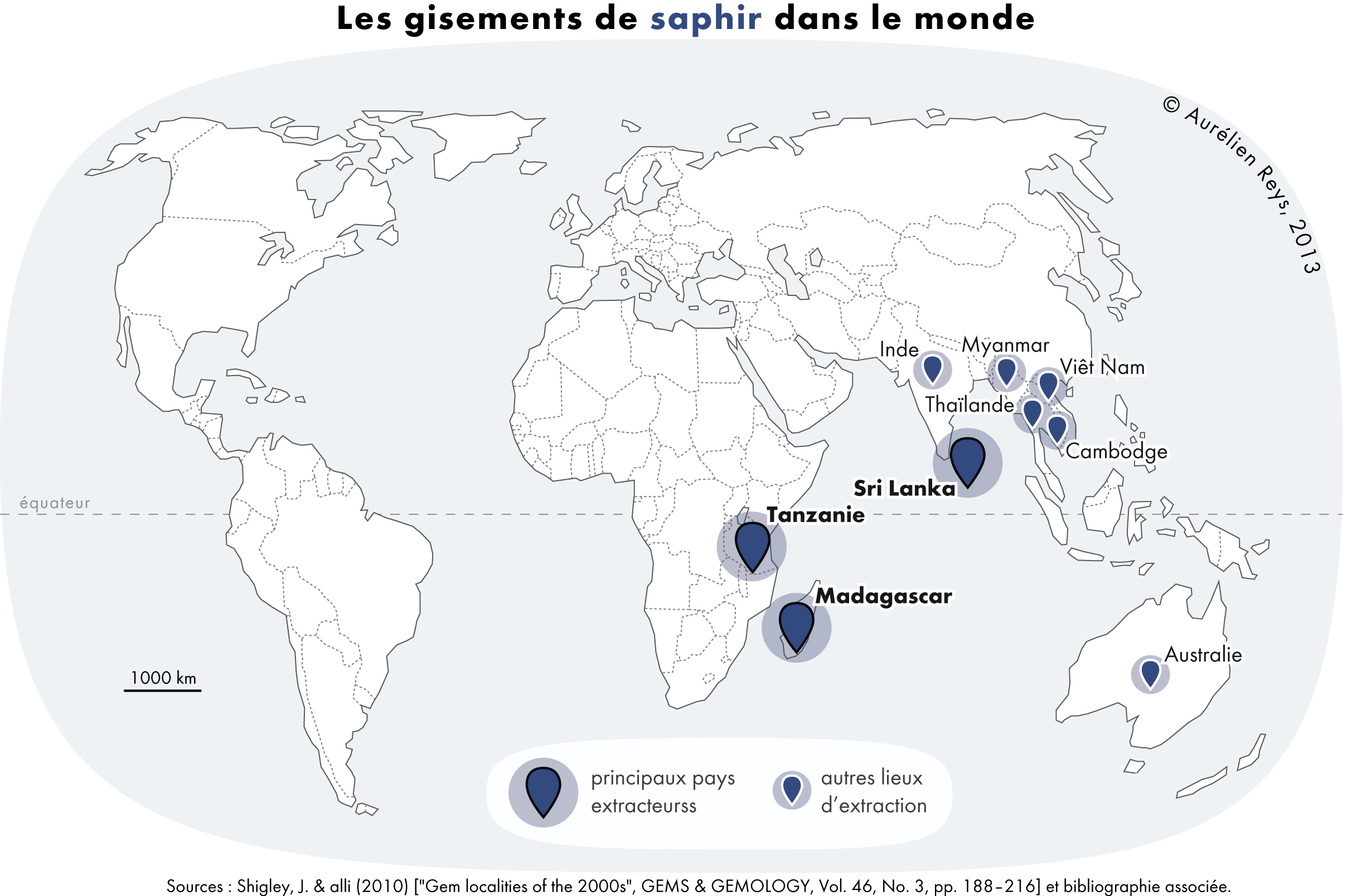
Principales países productores de zafiro

El zafiro es una variedad del mineral corindón, con característico color azul, aunque hay otros colores menos comunes, debido a impurezas de ciertos óxidos (Cr (III) y Ti(III)). Se encuentra comúnmente en yacimientos ricos en rutilo, bauxita y hematita. La composición química es una mezcla de óxidos de aluminio, hierro y titanio, el cual le da su color característico azul. Su fórmula química es Al2O3. Le corresponde la dureza 9 en la escala de Mohs.
La palabra zafiro viene del latín sapphirùs, la cual a su vez proviene del griego σάπφειρος (sappheiros), y a su vez esta viene del hebreo Sapir (ספיר), que significa pulcro. Pertenece a la misma familia de minerales que el rubí, es decir corindón, siendo la única diferencia una convención de nombre y su color. Se le llama rubí a los corindones de tonos rojos y zafiro a todos los demás colores, incluso a los incoloros, llamados también leucozafiros.
Los zafiros se encuentran en estado natural en una amplia gama de colores, desde el transparente, pasando por diferentes colores y tonos azules, rosados, verdes, violetas, marrones, naranjas, amarillos, negro y sus combinaciones. Los mayores productores están en África y actualmente se han encontrado yacimientos en Sudamérica. También se hallan asociados con los rubíes en Tailandia y Sri Lanka, y se encuentran en Cachemira (India), y en un área muy extensa en Queensland Central, (Australia). La Antártida es rica en este mineral pero, debido a su delicado equilibrio ecológico, se ha limitado la explotación. Su uso se restringe a la joyería y aplicaciones láser.
Los zafiros sintéticos, coloreados con pequeñísimas cantidades de cromo y titanio, vienen fabricándose desde el año 1902 por el proceso Verneuil. Desde 1940 se empezaron a fabricar en los Estados Unidos, consiguiendo un gran éxito con los zafiros y rubíes estrellados, obtenidos introduciendo titanio.

## Zafiros naturales
El zafiro es una de las dos variedades de gemas de corindón, la otra es el rubí (definido como corindón en un tono rojo). Aunque el azul es el color de zafiro más conocido, se presentan en otros colores, incluidos el gris y el negro, y también pueden ser incoloros. Una variedad naranja rosada de zafiro se llama padparadscha.
Importantes depósitos de zafiro se encuentran en Australia, Afganistán, Camboya, Camerún, China (Shandong), Colombia, Etiopía, India (Cachemira), Kenia, Laos, Madagascar, Malawi, Mozambique,  Myanmar (Birmania), Nigeria, Ruanda, Sri Lanka, Tanzania, Tailandia, Estados Unidos (Montana) y Vietnam. : 431–707  El zafiro y el rubí a menudo se encuentran en los mismos entornos geográficos, pero generalmente tienen diferentes formaciones geológicas. Por ejemplo, tanto el rubí como el zafiro se encuentran en Mogok Stone Tract de Myanmar, pero los rubíes se forman en mármol, mientras que el zafiro se forma en pegmatitas graníticas o sienitas de corindón.: 403–429 
Cada mina de zafiro produce una amplia gama de calidad, y el origen no es garantía de calidad. Para el zafiro, la zona de Cachemira recibe la prima más alta, aunque Birmania, Sri Lanka y Madagascar también producen grandes cantidades de gemas de alta calidad.
El costo de los zafiros naturales varía según su color, claridad, tamaño, corte y calidad general. Los zafiros que están completamente sin tratar valen mucho más que los que han sido tratados. El origen geográfico también tiene un gran impacto en el precio. Para la mayoría de las gemas de un quilate o más, un informe independiente de un laboratorio respetado como el GIA, Lotus Gemology o SSEF, a menudo es requerido por los compradores antes de realizar una compra.

## Propiedades químicas, físicas y cristalográficas

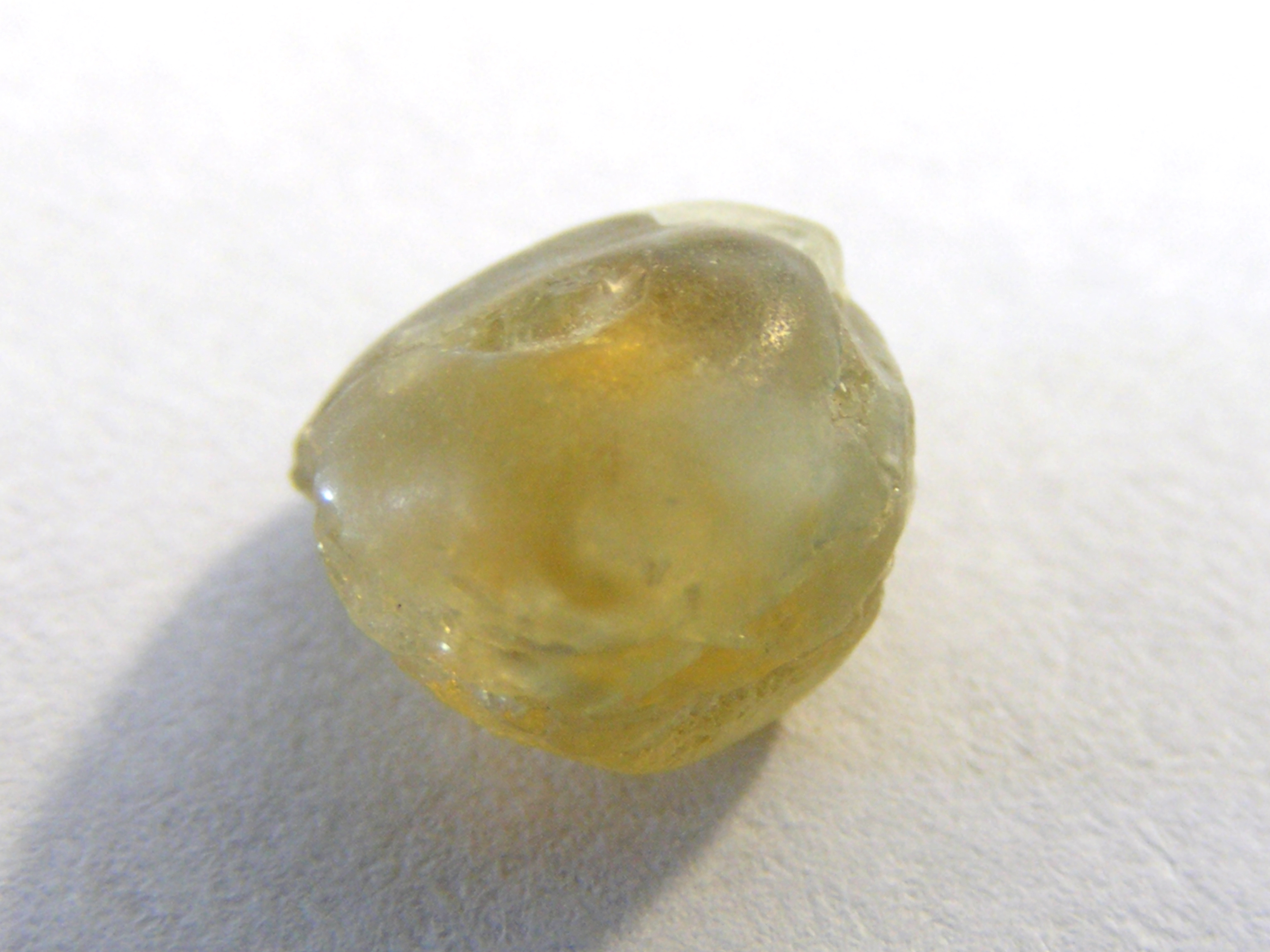
Un zafiro amarillo en bruto sin cortar encontrado en la mina de zafiros de Spokane cerca de Helena, Montana, EE. UU.

No lo atacan los hidrácidos excepto el ácido fluorhídrico. Lo ataca de igual manera el ácido hexafluorosilícico, el ácido perclórico, su anhídrido, el agua regia en caliente, el ácido mágico, el ácido cuasimágico, el ácido clorosulfónico y el ácido fluorosulfónico. Sufre un fenómeno de dimorfismo a 1770 K. Presenta una dureza de 9 en la Escala de Mohs; alta dureza característica de los corindones. Prácticamente carece de clivaje. Tiene brillo vítreo con caras de prisma hexagonal {2241}, bipirámides hexagonales {2241} {2243}, romboedro {1011} y pinacoide {0001}. En ciertos casos se observa un estriado horizontal debido al maclaje en pinacoide. A veces, presenta una opalescencia fulgurante en forma de estrella (Zafiro estrella) debida a inclusiones microscópicas orientadas de impurezas mecánicas y no químicas, como muchos piensan. Su peso específico ronda entre 3,95 y 4,10 y su punto de fusión es alrededor de 2040 K.

## Minería

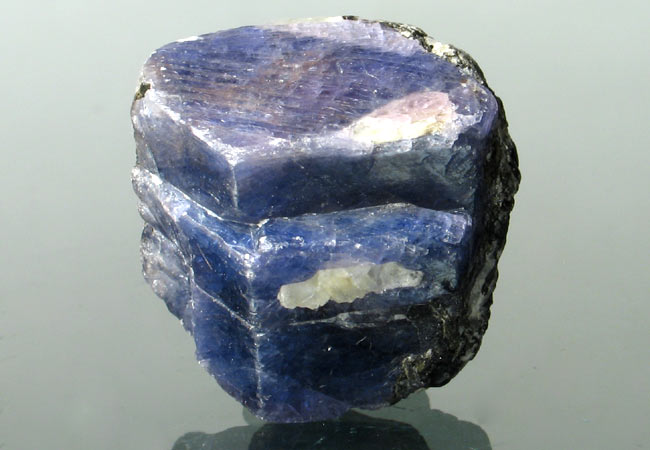
Zafiro de Madagascar.

Los zafiros se extraen de depósitos aluviales o de explotaciones subterráneas primarias. Los lugares donde se extraen zafiros y rubíes con fines comerciales son, entre otros, los siguientes: Afganistán, Australia, Myanmar/Birmania, Camboya, China, Colombia, India, Kenia, Laos, Madagascar, Malaui, Nepal, Nigeria, Pakistán, Sri Lanka, Tayikistán, Tanzania, Tailandia, Estados Unidos y Vietnam. Los zafiros de distintos lugares geográficos pueden tener diferentes apariencias o concentraciones de impurezas químicas, y tienden a contener diferentes tipos de inclusiones microscópicas. Por ello, los zafiros pueden dividirse en tres grandes categorías: metamórficos clásicos, metamórficos o magmáticos no clásicos y magmáticos clásicos.
Los zafiros procedentes de ciertos lugares, o de ciertas categorías, pueden ser más atractivos comercialmente que otros, en particular los zafiros metamórficos clásicos de Cachemira, Birmania o Sri Lanka que no han sido sometidos a tratamiento térmico.

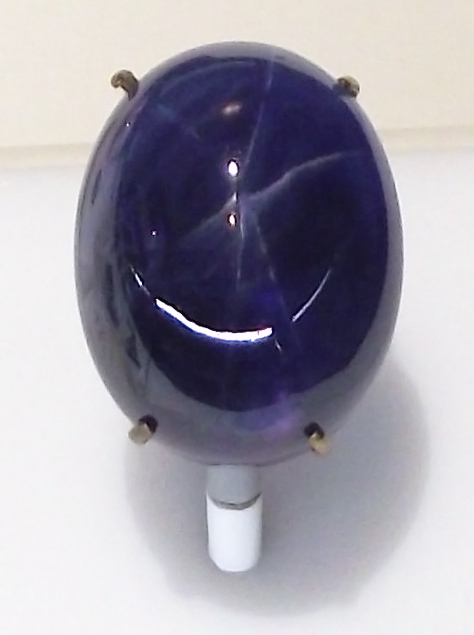
Zafiro Estrella de Bombay.

El zafiro Logan, la Estrella de la India, la Estrella de Adán y la Estrella de Bombay proceden de minas de Sri Lanka. Madagascar es el líder mundial en la producción de zafiros (desde 2007), concretamente sus yacimientos se encuentran en la ciudad de Ilakaka y sus alrededores. Antes de la apertura de las minas de Ilakaka, Australia era el mayor productor de zafiros (como por ejemplo en 1987). En 1991 se descubrió una nueva fuente de zafiros en Andranondambo, al sur de Madagascar. Esa zona empezó a explotarse por sus zafiros en 1993, pero fue prácticamente abandonada pocos años después debido a las dificultades para recuperar zafiros en su lecho rocoso.
En Norteamérica, los zafiros se han extraído sobre todo de yacimientos de Montana: fanales a lo largo del río Misuri, cerca de Helena (Montana), Dry Cottonwood Creek, cerca de Deer Lodge (Montana), y Rock Creek, cerca de Philipsburg (Montana). Finos zafiros azules Yogo se encuentran en Yogo Gulch al oeste de Lewistown, Montana. Unos pocos zafiros y rubíes de calidad gema también se han encontrado en la zona de Franklin, Carolina del Norte.
Los yacimientos de zafiros de Cachemira son bien conocidos en la industria de las piedras preciosas, aunque su máxima producción tuvo lugar en un periodo relativamente corto, a finales del siglo XIX y principios del XX.: 463–482  Estos yacimientos se encuentran en el valle de Paddar, en la región india de Jammu y Cachemira. Tienen un tono azul vivo superior, unido a una cualidad misteriosa y casi somnolienta, descrita por algunos entusiastas de las gemas como "terciopelo azul". El origen de Cachemira contribuye significativamente al valor de un zafiro, y la mayoría del corindón de origen cachemir puede identificarse fácilmente por su aspecto sedoso característico y su tono excepcional. El azul único aparece lustroso bajo cualquier tipo de luz, a diferencia de los zafiros que no son de Cachemira, que pueden parecer violáceos o grisáceos en comparación. Sotheby's ha estado a la vanguardia supervisando ventas récord de zafiros de Cachemira en todo el mundo. En octubre de 2014, Sotheby's Hong Kong logró récords consecutivos de precio por quilate de zafiros de Cachemira: primero con el anillo de zafiro Cartier de 12,00 quilates a 193.975 dólares por quilate, después con un zafiro de 17,16 quilates a 236.404 dólares, y de nuevo en junio de 2015, cuando se estableció el récord de subasta por quilate en 240.205 dólares. En la actualidad, el récord mundial de precio por quilate de zafiro en subasta lo ostenta un zafiro de Cachemira en un anillo, que se vendió en octubre de 2015 por aproximadamente 242.000 dólares estadounidenses por quilate (52.280.000 dólares de Hong Kong en total, incluida la prima del comprador, o más de 6,74 millones de dólares estadounidenses).

## Colores del zafiro
El zafiro, como gema preciosa, es la variedad transparente y azul del mineral corindón. El rubí es la variedad roja, con calidad de gema, del mismo material. Aunque muchas veces se aplica el término zafiro para todos los colores excepto el rojo, el zafiro auténtico es azul intenso, siendo el mejor matiz un azul acíano llamado azul de cachemira. El corindón incoloro y precioso es el zafiro blanco, el coridón amarillo se llama zafiro amarillo o dorado, o topacio oriental, las piedras rosas pálido son los zafiros rosas. Los distintos colores del zafiro se deben a pequeñas cantidades de impurezas, como cromo, hierro o titanio en el óxido de aluminio, componente principal del mineral.

### Variedades
- Zafiro de agua: es la variedad azul de la cordierita o dicroíta;
- Zafiro blanco: corindón cristalizado, incoloro y transparente;
- Zafiro falso: variedad del cuarzo cristalizado que presenta la coloración azul debida a inclusiones de pequeños individuos de crocidolita;
- Zafiro oriental: zafiro muy apreciado por su brillo en oriente;
- Padparadscha: variedad del zafiro muy rara que se caracteriza por sus colores amarillo, rosa y naranja.

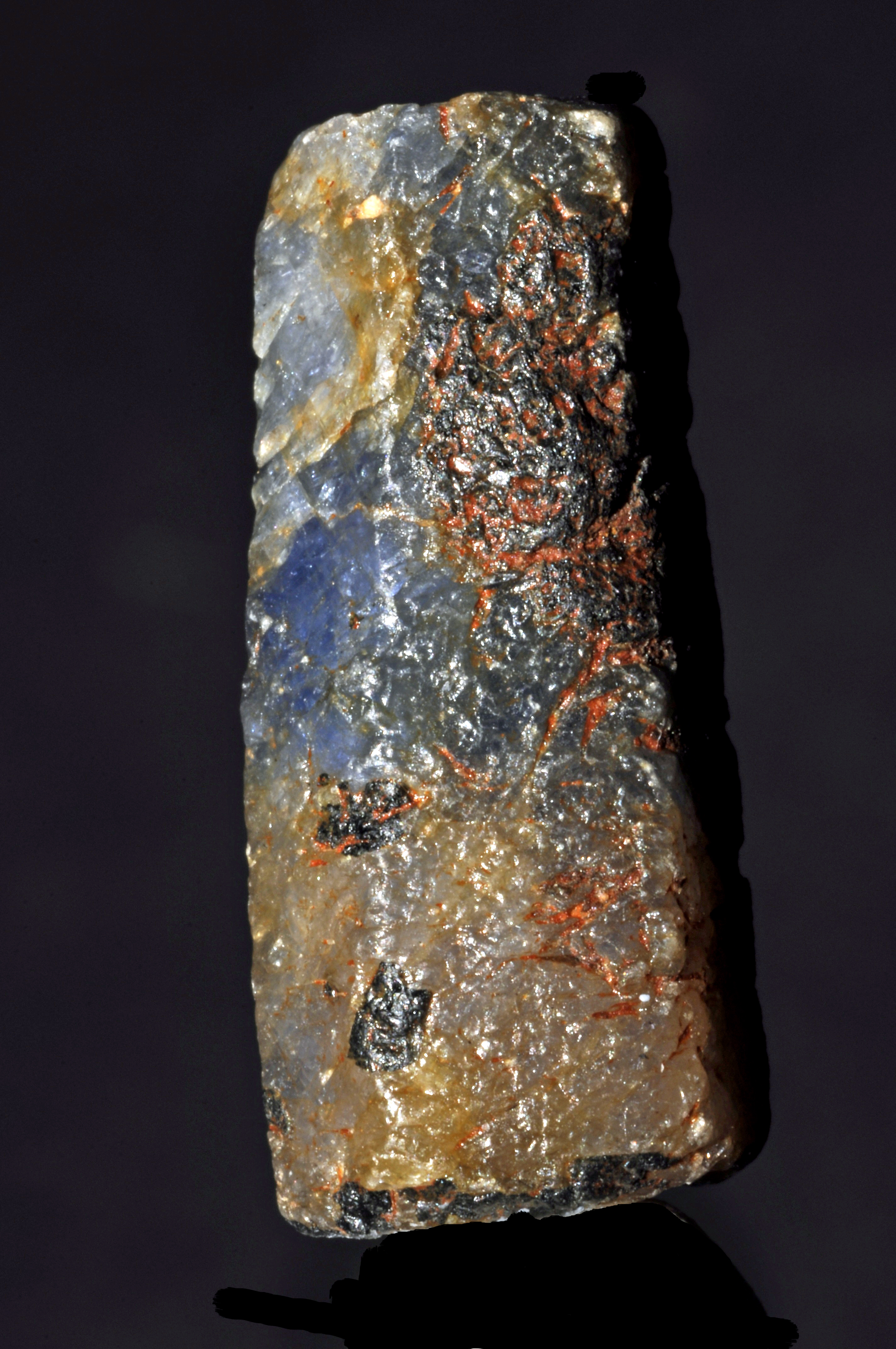
Zafiro en bruto
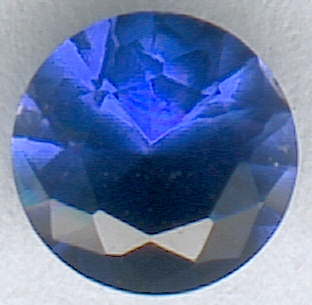
Zafiro sintético
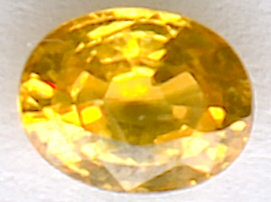
Zafiro amarillo
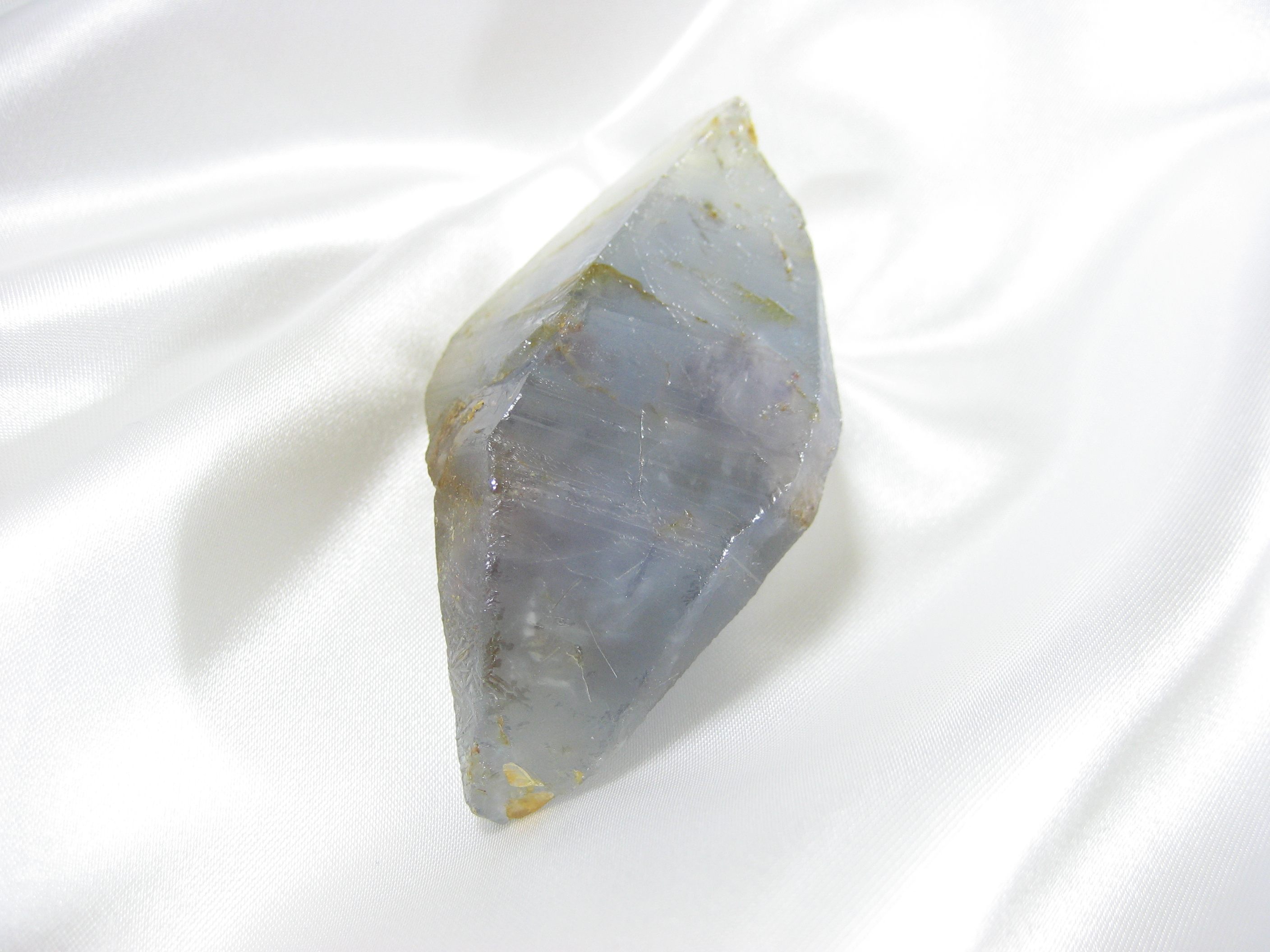
Zafiro blanco

## Tratamientos
Los zafiros pueden tratarse mediante varios métodos para realzar y mejorar su claridad y color.: 197–247  Es práctica común calentar los zafiros naturales para mejorar o realzar su aspecto. Esto se hace calentando los zafiros en hornos a temperaturas entre 800 y 1800 °C (1470 y 3270 °F) durante varias horas, o incluso semanas seguidas. Pueden utilizarse diferentes atmósferas. Al calentarse, la piedra adquiere un color más azulado, pero pierde parte de las inclusiones de rutilo (seda). Cuando se utilizan temperaturas elevadas (más de 1400 °C), la seda de rutilo se disuelve y se vuelve transparente bajo la lupa. El titanio del rutilo entra en solución sólida y crea así con el hierro el color azul. Las inclusiones en las piedras naturales se ven fácilmente con una lupa de joyero. Los indicios de que el zafiro y otras piedras preciosas han sido sometidas a tratamiento térmico se remontan al menos a la época romana. Las piedras naturales sin tratamiento térmico son poco frecuentes y a menudo se venden acompañadas de un certificado de un laboratorio gemológico independiente que acredita que "no hay indicios de tratamiento térmico".

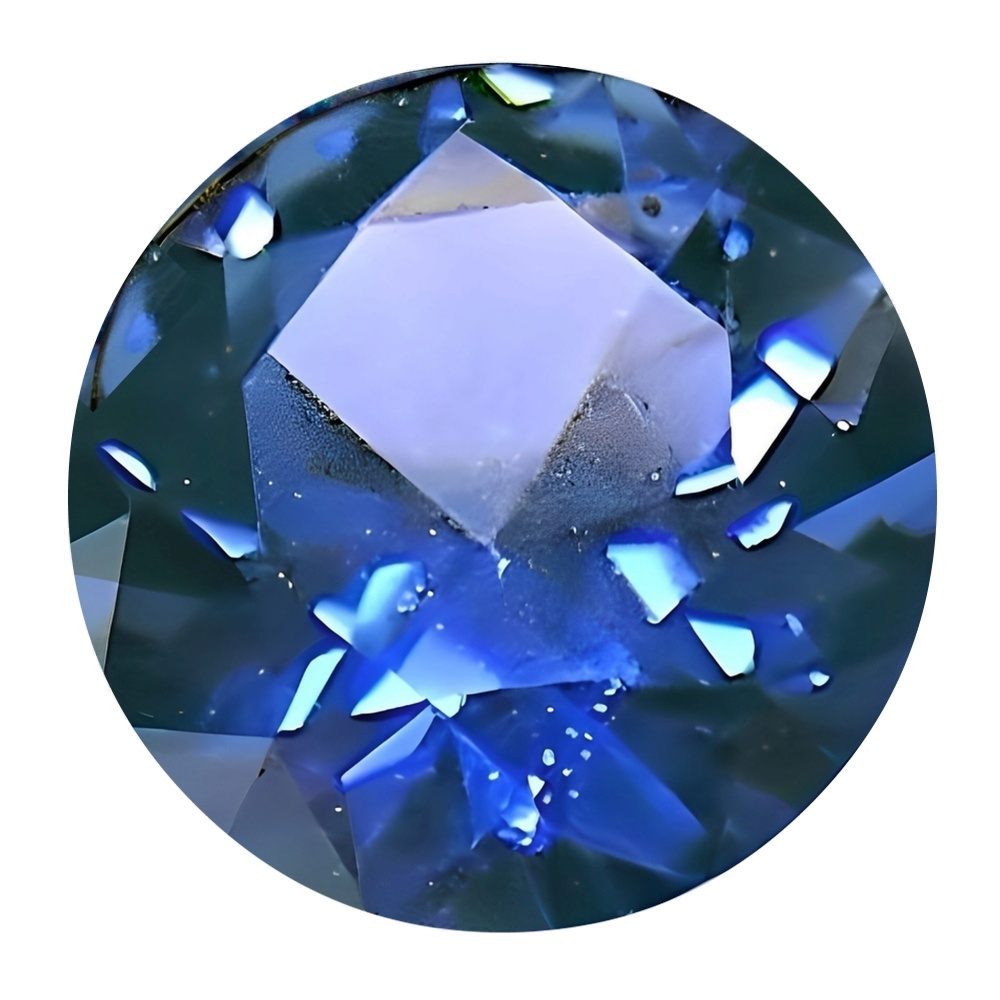
Zafiro Yogo.

Los zafiros Yogo no necesitan tratamiento térmico porque su color azul tipo flor del maíz es atractivo desde el principio, no suelen tener inclusiones y su claridad es muy uniforme. Cuando la empresa Intergem Limited empezó a comercializar el Yogo en la década de 1980 como el único zafiro no tratado garantizado del mundo, el tratamiento térmico no se solía divulgar; a finales de la década de 1980, el tratamiento térmico se convirtió en un problema importante. En aquella época, gran parte de los zafiros del mundo se sometían a tratamiento térmico para realzar su color natural. La comercialización por Intergem de Yogos no tratados garantizados les enfrentó a muchos en la industria de las gemas. Este asunto apareció en la portada del Wall Street Journal el 29 de agosto de 1984 en un artículo de Bill Richards, titulado Carats and Schticks: Sapphire Marketer Upsets The Gem Industry. Sin embargo, el mayor problema al que se enfrentaba la mina de Yogo no era la competencia de los zafiros calentados, sino el hecho de que las piedras de Yogo nunca podían producir cantidades de zafiro superiores a un quilate después del facetado. Como resultado, ha seguido siendo un producto de nicho, con un mercado que existe en gran medida en EE. UU..: 676–695 
Los tratamientos de difusión reticular ("a granel") se utilizan para añadir impurezas al zafiro con el fin de realzar el color. Este proceso fue desarrollado y patentado originalmente por la división Linde Air de Union Carbide y consistía en difundir titanio en zafiro sintético para igualar el color azul. Posteriormente se aplicó al zafiro natural. Hoy en día, la difusión de titanio suele utilizar una base de zafiro sintético incoloro. La capa de color creada por la difusión de titanio es extremadamente fina (menos de 0,5 mm). Por ello, el repulido puede producir, y de hecho produce, una pérdida de color de ligera a significativa. Se ha intentado la difusión de cromo, pero se abandonó debido a la lentitud de difusión del cromo en el corindón.
En el año 2000, los zafiros de color "padparadscha" con difusión de berilio entraron en el mercado. Normalmente, el berilio se difunde en un zafiro a muy alta temperatura, justo por debajo del punto de fusión del zafiro. Inicialmente (c. 2000) se creaban zafiros anaranjados, aunque ahora el proceso ha avanzado y muchos colores de zafiro suelen tratarse con berilio. Debido al pequeño tamaño del ion berilio, la penetración del color es mucho mayor que con la difusión de titanio. En algunos casos, puede penetrar en toda la piedra. Los zafiros anaranjados con difusión de berilio pueden ser difíciles de detectar y requieren análisis químicos avanzados por parte de laboratorios gemológicos (por ejemplo, Gübelin, SSEF, GIA, American Gemological Laboratories (AGL), Lotus Gemology...).
De acuerdo con las directrices de la Comisión Federal de Comercio de Estados Unidos, es obligatorio revelar cualquier modo de mejora que tenga un efecto significativo en el valor de la gema.
Existen varias formas de tratar el zafiro. El tratamiento térmico en una atmósfera reductora u oxidante (pero sin el uso de otras impurezas añadidas) se utiliza comúnmente para mejorar el color de los zafiros, y este proceso se conoce a veces como "sólo calentamiento" en el comercio de gemas. Por el contrario, el tratamiento térmico combinado con la adición deliberada de ciertas impurezas específicas (por ejemplo, berilio, titanio, hierro, cromo o níquel, que se absorben en la estructura cristalina del zafiro) también se realiza comúnmente, y este proceso puede ser conocido como "difusión" en el comercio de gemas. Sin embargo, a pesar de lo que puedan sugerir los términos "sólo calentamiento" y "difusión", ambas categorías de tratamiento implican en realidad procesos de difusión.
La descripción más completa que existe de los tratamientos del corindón se encuentra en el capítulo 6 de Ruby & Sapphire: A Gemologist's Guide (capítulo escrito por John Emmett, Richard Hughes y Troy R. Douthit).: 197–247 

## Aplicaciones industriales
El zafiro sintético se utiliza en la fabricación del cristal de zafiro. Este material transparente presenta una gran resistencia al rayado y se utiliza, por ejemplo, como cristal en los relojes de pulsera.

## Otras acepciones
- Heráldica: es uno de los modos de denominar al azur, nombre que se da al color azul.
- Zoología: ave apodiforme, de la familia de las troquilidas. Es un colibrí, con pico corto y recto, amarillento (la punta negra); plumaje verde dorado en el lomo, azul vivo en el pecho y verde sucio en el vientre, cola corta y rojiza. Mide unos 9 cm y vive en las Guayanas y norte de Brasil. También llamado Colibrí Zafiro (Hylocharis sapphirus).